# Rani (komiks)
Rani – belgijska seria komiksowa autorstwa scenarzystów Jeana Van Hamme’a i Didiera Swysena (pseudonim Alcante) oraz rysownika Francisa Vallèsa, ukazująca się we francuskojęzycznym oryginale nakładem wydawnictwa Le Lombard w latach 2009–2020. Po polsku pięć pierwszych tomów opublikowało przez Wydawnictwo Komiksowe.

## Fabuła
Historia zaczyna się w 1743 roku we Francji. Młoda Jolanne Valcourt jest nieślubną, lecz uznawaną przez ojca córką starego markiza Charles’a de Valcourt. Philippe de Valcourt, przyrodni brat Jolanne, morduje markiza, a następnie obarcza swoją przyrodnią siostrę winą za tę zbrodnię. Jolanne ratuje się ucieczką, dołącza do bandy złodziei, a po ponownym zatrzymaniu wymyka się z aresztu, ukrywając się pod tożsamością innej więźniarki. Zostaje deportowana do Indii Francuskich, gdzie czeka ją wiele przygód.

## Tomy
| Tom | Tytuł i rok wydania polskiego | Tytuł i rok wydania oryginalnego |
| --- | ----------------------------- | -------------------------------- |
| 1   | Bękartka (2016)               | Bâtarde (2009)                   |
| 2   | Rozbójniczka (2016)           | Brigande (2011)                  |
| 3   | Niewolnica (2017)             | Esclave (2012)                   |
| 4   | Kochanka (2017)               | Maîtresse (2013)                 |
| 5   | Dzikuska (2017)               | Sauvage (2015)                   |
| 6   |                               | Condamnée (2017)                 |
| 7   |                               | Reine (2019)                     |
| 8   |                               | Marquise (2020)                  |

## Adaptacja telewizyjna
Pomysł na serię komiksową narodził się w oparciu o oryginalny scenariusz napisany w 2008 roku przez Jeana Van Hamme’a na potrzeby miniserialu dla telewizji France 2. Projekt uległ opóźnieniu, dlatego Van Hamme zdecydował się zaadaptować go na komiks i przekazał go Alcane'towi, który jest głównym scenarzystą serii komiksowej. Ostatecznie ośmioodcinkowy serial telewizyjny Rani miał premierę 27 sierpnia 2011 roku, po publikacji drugiego tomu serii komiksowej.